# Teväntijärvi (sjö i Padasjoki, Päijänne-Tavastland)
Teväntijärvi är en sjö i kommunen Padasjoki i landskapet Päijänne-Tavastland i Finland. Sjön ligger 113,2 meter över havet. Arean är 60 hektar och strandlinjen är 7,12 kilometer lång. Sjön  ingår i Kymmene älvs huvudavrinningsområde.   Den ligger omkring 50 km nordväst om Lahtis och omkring 130 km norr om Helsingfors. 